# Мияилович, Срджан
Срджан Мия́илович (серб. Срђан Мијаиловић / Srđan Mijailović; 10 ноября 1993, Пожега, СРЮ) — сербский футболист, опорный полузащитник клуба «Црвена звезда» и сборной Сербии. Участник чемпионата Европы 2024.

## Карьера

### Клубная
Полностью прошёл футбольную школу «Црвены Звезды», выступая за основную команду с 2010 по 2013 годы. Некоторое время к нему проявляли интерес российские команды «Зенит», ЦСКА, Спартак и «Кубань». В 2013 году перешёл в турецкий «Кайсериспор». В 2017 году перешёл в «Крылья Советов». Покинул клуб по истечении контракта в конце мая 2020 года.

### В сборной
Мияилович дебютировал в составе сборной Сербии 31 мая 2012 года в матче против Франции, в возрасте 18 лет, выйдя на замену на 60 минуте.

## Достижения
- Обладатель Кубка Сербии: 2011/12